# Кампо-Марцио (район)
Кампо-Марцио (итал. Campo Marzio) — четвёртый (R. IV) район Рима. Название переводится с итальянского как «Марсово поле». Занимает северную часть древнеримского района Марсово поле. На гербе района изображён серебряный полумесяц на голубом фоне.

## История
В Древнем Риме Марсово поле занимало площадь около 2 км², первоначально за границами города. При Октавиане Августе оно было разделено между районами VII via Lata и IX Circus Flaminius. В Средние века этот район был самым густонаселённым из районов Рима. Современный район, утверждённый после объединения Италии, мало отличается по форме от древнеримского. После объявления Рима столицей объединённой Италии здесь началось массовое строительство. Были возведены дамбы для предотвращения наводнений, мост королевы Маргариты для сообщения с новым районом Прати и мост Кавур на месте порта Рипетта.

## География
Кампо-Марцио представляет собой обширную равнину между Тибром и Квиринальским и Капитолийским холмами. Граничит с кварталом Фламинио во муниципии II по крепостной стене Аврелиана слева от Порта-дель-Пополо и площади Фламинио, а также с пятью районами:
- Лудовизи: по via di Porta Pinciana, via Francesco Crispi;
- Колонна: по via Francesco Crispi, via Capo le Case, via dei Due Macelli, via Frattina, piazza San Lorenzo in Lucina, via di Campo Marzio;
- Сант-Эустакио: по piazza Campo Marzio, via della Stelletta, via dei Portoghesi;
- Понте: по via del Cancello;
- Прати: по реке Тибр.

В районе Кампо-Марцио расположены станции метро «Спанья» и «Фламино — Пьяцца-дель-Пополо» Линии А Римского метрополитена.

## Достопримечательности

### Площади
- Пьяцца-дель-Пополо / Piazza del Popolo
- Площадь Испании / Piazza di Spagna
- Piazza Nicosia

### Улицы
- Via Bocca di Leone
- Via Borgognona
- Виа дей Кондотти / Via dei Condotti
- Виа дель Бабуино / Via del Babuino
- Виа дель Корсо / Via del Corso
- Via della Croce
- Via de' Prefetti
- Виа ди Рипетта / Via di Ripetta
- Via Gregoriana
- Виа Маргутта / Via Margutta
- Виа Систина / Via Sistina
- Via Tomacelli
- Via Vittoria

### Дворцы
- Palazzo Borghese
- Palazzo Firenze
- Palazzo Ruspoli
- Palazzo Capilupi
- Palazzetto Zuccari
- Palazzo Gabrielli-Mignanelli
- Palazzo Incontro
- Palazzo Nainer

### Церкви
- Санта-Мария-дель-Пополо / Santa Maria del Popolo
- Санта-Мария-дей-Мираколи / Santa Maria dei Miracoli
- Santa Maria in Montesanto
- Сантиссима-Тринита-дей-Монти / Santissima Trinità dei Monti
- San Rocco in Augusteo
- Сан-Карло-аль-Корсо / Santi Ambrogio e Carlo al Corso
- Gesù e Maria
- San Girolamo dei Croati
- Сант'Антонио-ин-Кампо-Марцио
- Santa Lucia della Tinta
- Santa Maria della Concezione in Campo Marzio
- Santa Maria Portae Paradisi
- Sant’Ivo dei Bretoni
- San Gregorio Nazianzeno
- San Nicola dei Prefetti
- Sant’Atanasio
- Santissima Trinità degli Spagnoli
- Santi Cecilia e Biagio
- San Giacomo in Augusta
- Resurrezione di Nostro Signore Gesù Cristo
- San Giovanni Battista de La Salle
- San Gregorio dei Muratori
- Santi Giorgio e Martiri inglesi
- Ognissanti
- Santi Giuseppe e Orsola (sconsacrata)
- Santissimo Sacramento di San Lorenzo in Lucina (sconsacrata)
- San Trifone in Posterula (scomparsa)

### Виллы и сады
- Пинчо / Pincio
- Вилла Медичи / Villa Medici
- Casina Valadier

### Античные сооружения
- Алтарь Мира / Ara Pacis
- Мавзолей Августа / Mausoleo di Augusto